# Bryum argenteum
Espèce
Bryum argenteum, le bryum d'argent, est une mousse rustique et assez commune, dont la particularité dans le genre Bryum, est son aspect argenté. Elle se développe typiquement dans les interstices des rues piétonnes, en compagnie de Sagina procumbens, dans les champs, et sur tous les substrats artificiels. 

## Description
Plante grégaire, en tapis dense (sous forme d'un gazon ras), ou en coussin isolés. Les tiges sont hautes de 0,2 à 1 cm de long. la plante n'est pas ramifiée ou parfois dichotome. 
Les feuilles sont obovales, avec une base très large, puis rétrécies à leur sommet. Dans les milieux secs la feuille se termine par un acumen, elle est plus arrondie sur les individus de milieux humides. La nervure dépasse légèrement à l'extrémité de la feuille, sous forme d'un poil . Le dernier tiers de la feuille est transparent, les cellules n'ayant pas de chloroplastes. 

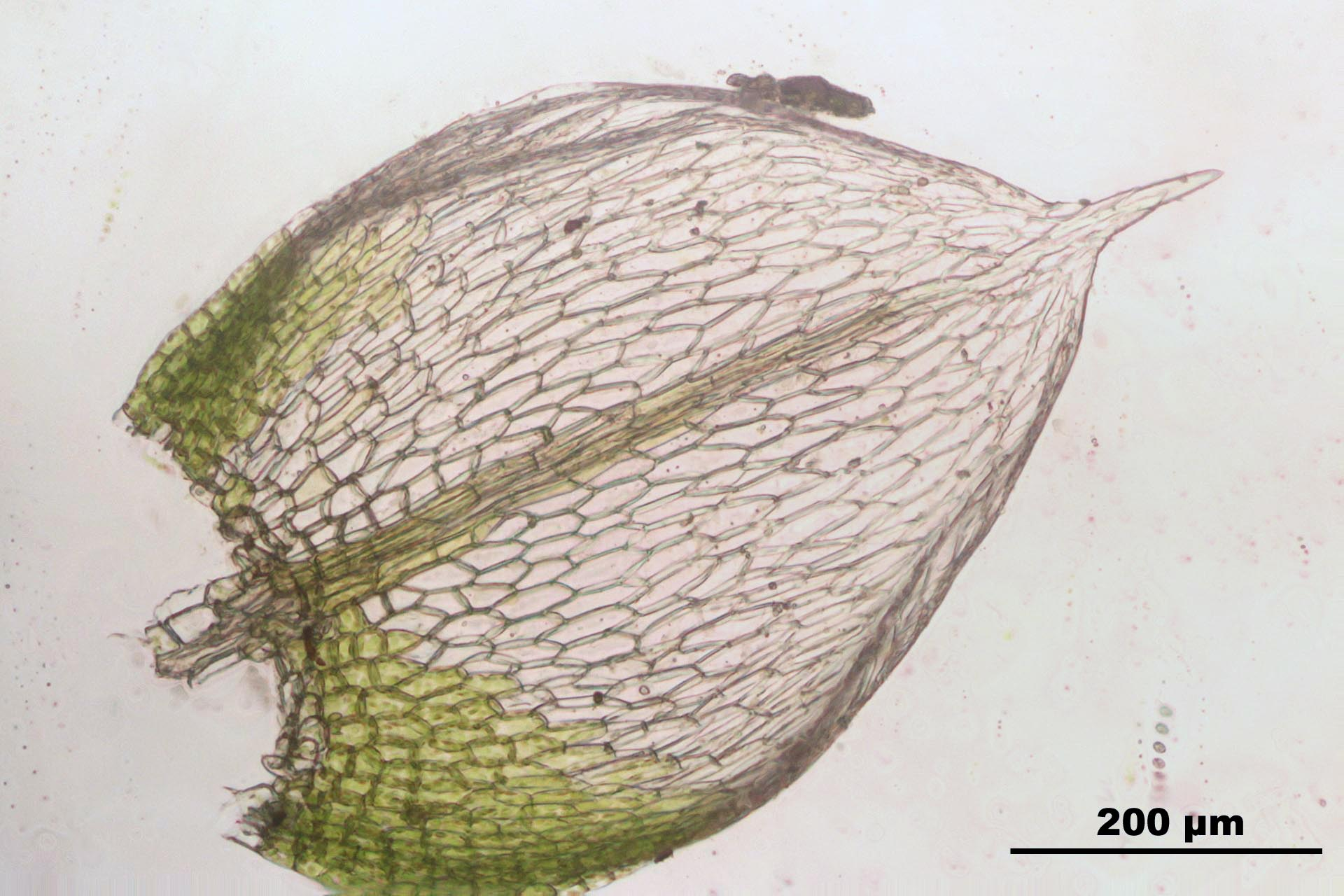
Feuille de Bryum argenteum au microscope, avec la partie transparente très développée.

Les feuilles sont rapprochées sur la tige. A l'état sec elles sont appliquées le long de la tige, donnant un aspect julacé au rameau. Au bout des rameaux les extrémités transparentes se chevauchent, donnant un aspect blanchâtre. A l'état humide les feuilles s'étalent, et l'aspect blanchâtre disparait.

## Écologie et distribution
Elle présente de nombreuses formes sur calcaire sec ou humide, sur le sable ou les graviers. On la retrouve dans les milieux cultivés, les murs, le béton, les rochers et quasiment n'importe quel substrat, y compris des substrats très artificiels (carrosseries de voiture, tissus ect.) 
Relativement insensible aux contraintes mécaniques, c'est une espèce pionnière, ubiquiste et cosmopolite. 
Elle forme, avec la caryophyllacée Sagina procumbens, le syntaxon Bryo-Saginetum procumbentis que l'on retrouve typiquement dans les interstices des pavés ou dans les murs.
Largement répandue dans tout l'hémisphère nord, elle est abondante depuis la plaine jusqu'à la limite des neiges.

## Usage
Les variations pluriannuelles depuis 1957 de l'épaisseur de la couche d'ozone dans l'antarctique peuvent aussi être mesurées par le taux de flavonoïdes contenus dans cette mousse conservée dans des herbiers.

## Galerie

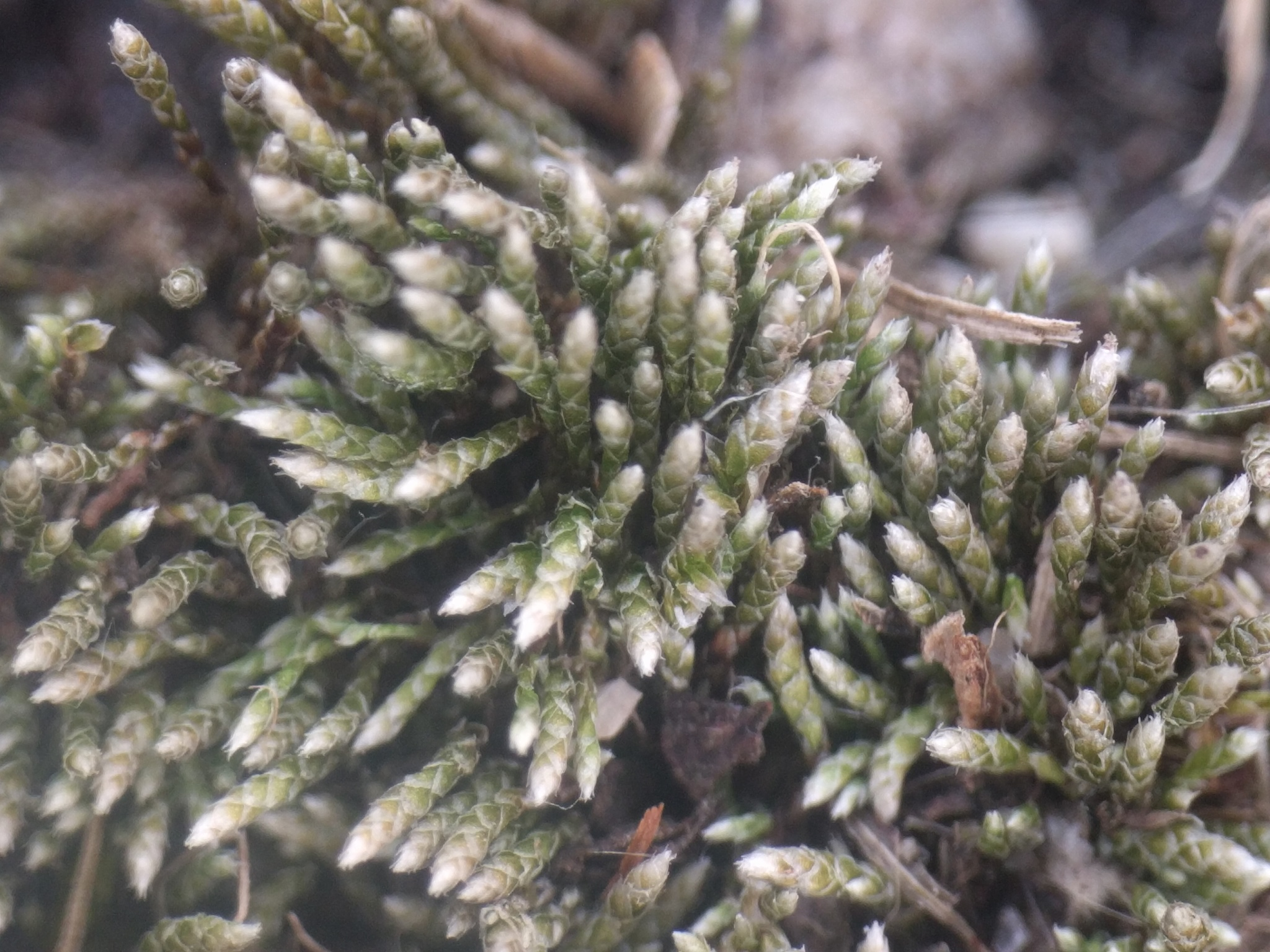
Bryum argenteum à l'état sec, on observe les feuilles imbriquées le long de la tige. L'extrémité des rameaux semble blanche.
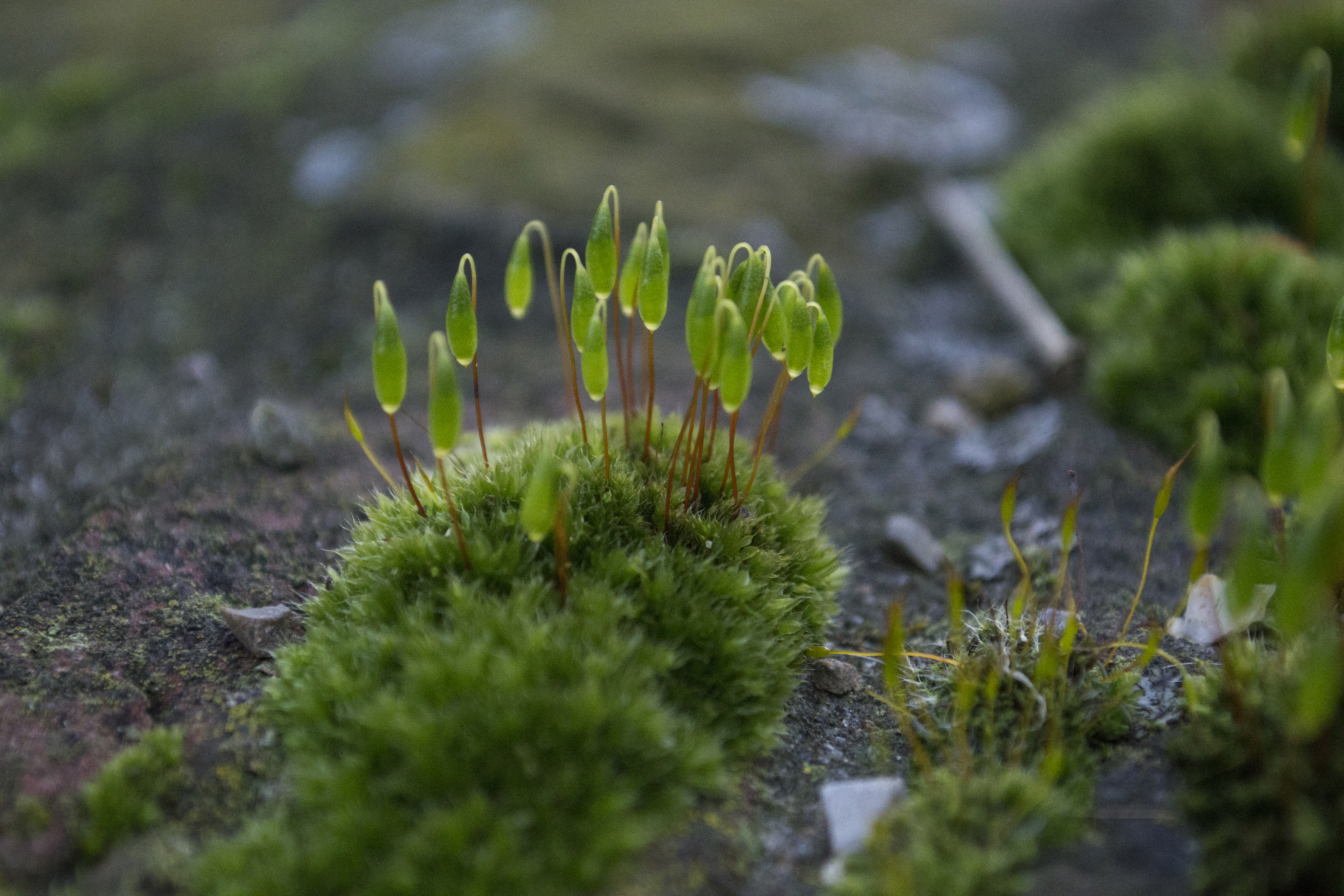
sporophytes
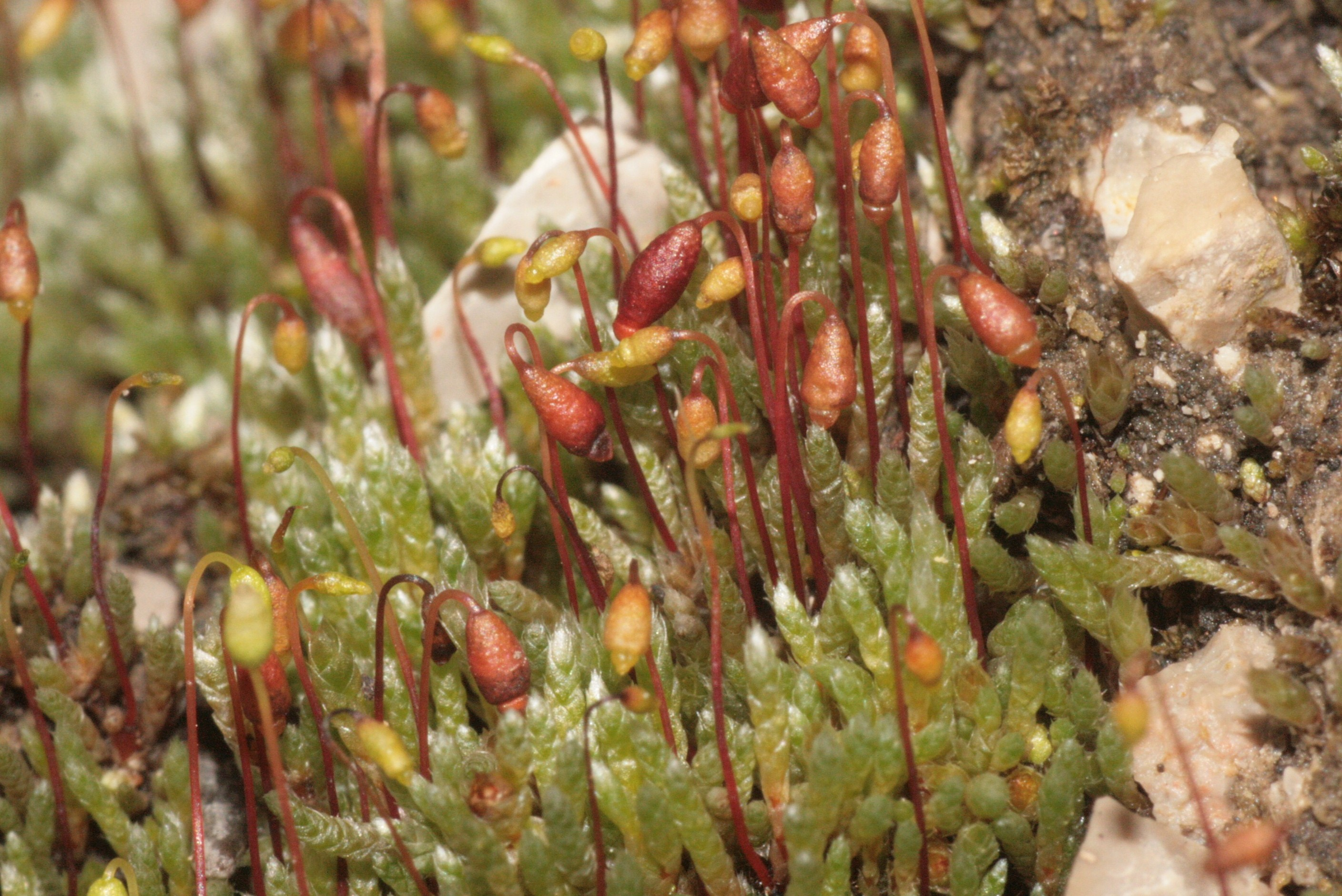
sporophytes mûrs
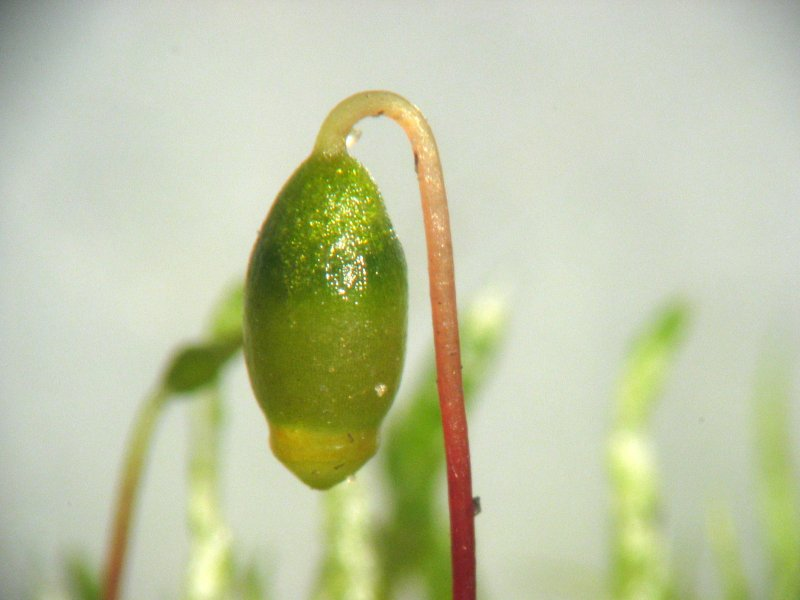
Capsule du sporophyte grossi 30X
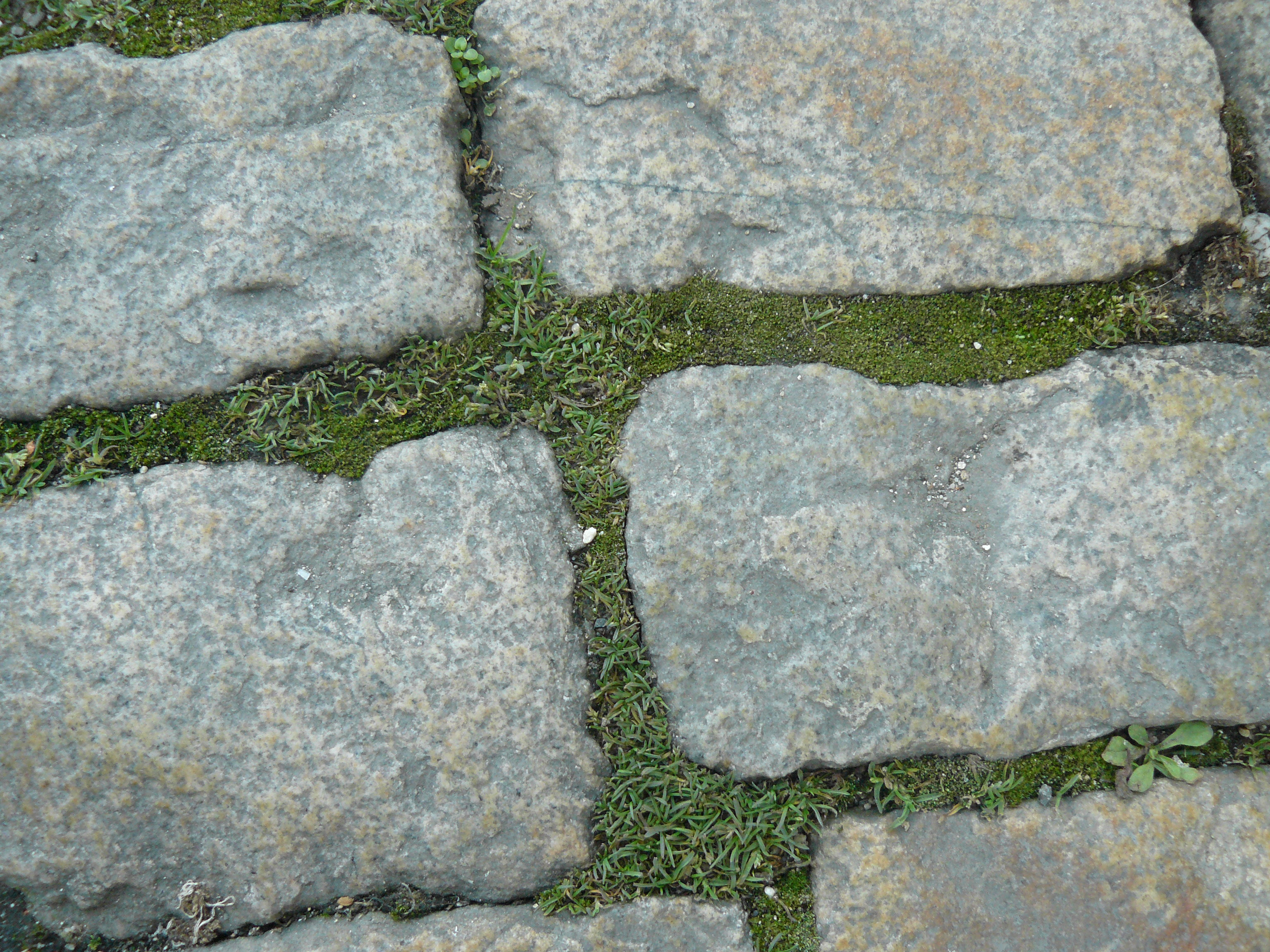
Bryo-Saginetum procumbentis, syntaxon avec Sagina procumbens, dans les interstices des pavés d'une rue
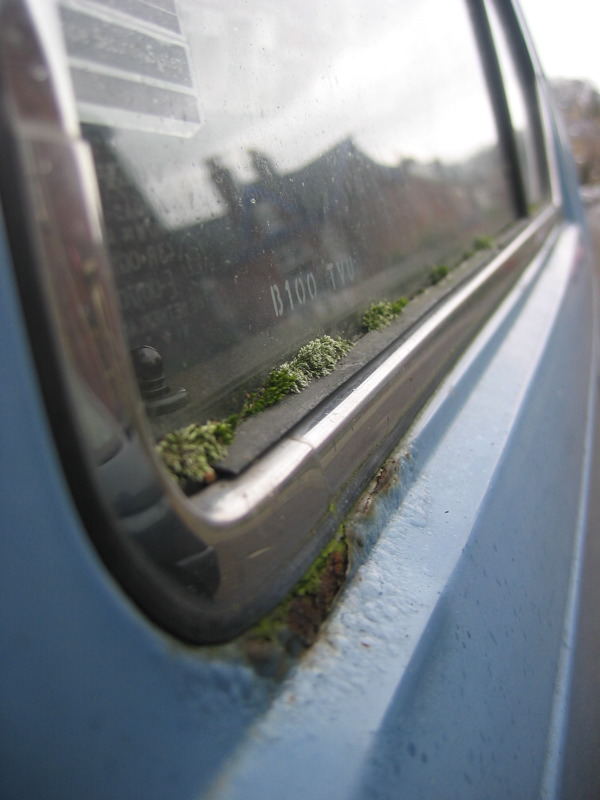
Bryum argenteum dans les interstices d'une voiture